# Primera gira encabezada por My Chemical Romance
La banda estadounidense de rock My Chemical Romance encabezó su primera gira en 2005, para promocionar su álbum Three cheers for sweet revenge.

## Fechas

### Primera etapa: Estados Unidos y México
Los conciertos dados en Estados Unidos (además de uno realizado en México) fueron los siguientes:
| Estados Unidos           |                  |                  |                                                           |
| 15 de septiembre de 2005 | Columbus         | Ohio             | PromoWest Pavilion                                        |
| 16 de septiembre de 2005 | Cleveland        | Ohio             | Scene Pavilion                                            |
| 17 de septiembre de 2005 | Ypsilanti        | Míchigan         | Eastern Michigan University Convocation Center            |
| 18 de septiembre de 2005 | Chicago          | Illinois         | Chicago Pavillion (en Universidad de Illinois)            |
| 20 de septiembre de 2005 | Saint Paul       | Minnesota        | Myth                                                      |
| 21 de septiembre de 2005 | Milwaukee        | Wisconsin        | The Rave/Eagles Club                                      |
| 22 de septiembre de 2005 | San Luis         | Misuri           | The Pageant                                               |
| 23 de septiembre de 2005 | Grand Prairie    | Texas            | Nokia Live                                                |
| 24 de septiembre de 2005 | San Antonio      | Texas            | Sunset Station                                            |
| 25 de septiembre de 2005 | Houston          | Texas            | Reliant Arena, en Reliant Park                            |
| 27 de septiembre de 2005 | Mesa             | Arizona          | Mesa Amphitheatre                                         |
| 28 de septiembre de 2005 | San Diego        | California       | SOMA                                                      |
| 29 de septiembre de 2005 | San Diego        | California       | SOMA                                                      |
| 2 de octubre de 2005     | San José         | California       | Event Center Arena                                        |
| 3 de octubre de 2005     | Reno             | Nevada           | Reno Hilton Amphitheatre                                  |
| 5 de octubre de 2005     | Orem             | Utah             | McKay Events Center                                       |
| 7 de octubre de 2005     | Birmingham       | Alabama          | Boutwell Auditorium                                       |
| 8 de octubre de 2005     | Duluth           | Georgia          | Arena de Gwinnett Center                                  |
| 9 de octubre de 2005     | Tampa            | Florida          | Plaza, en Ford Amphitheatre                               |
| 10 de octubre de 2005    | Fort Lauderdale  | Florida          | Revolution                                                |
| 11 de octubre de 2005    | Lake Buena Vista | Florida          | House of Blues                                            |
| 12 de octubre de 2005    | Myrtle Beach     | Carolina del Sur | House of Blues                                            |
| 13 de octubre de 2005    | East Rutherford  | Nueva Jersey     | NJ Theatre, en Continental Airlines Arena                 |
| 14 de octubre de 2005    | Camden           | Nueva Jersey     | Tweeter Center                                            |
| 15 de octubre de 2005    | Lowell           | Massachusetts    | Tsongas Arena                                             |
| 16 de octubre de 2005    | Hartford         | Connecticut      | CT Expo Center                                            |
| 19 de octubre de 2005    | Ciudad de México | México           |                                                           |
| 21 de octubre de 2005    | Baltimore        | Maryland         | UMBC RAC Arena                                            |
| 29 de octubre de 2005    | Nueva Orleans    | Luisiana         | New Orleans City Park (Voodoo Music Experience) CANCELADO |
| 30 de octubre de 2005    | Nueva Orleans    | Luisiana         | New Orleans City Park (Voodoo Music Experience) CANCELADO |

### Segunda etapa: Europa
My Chemical Romance programó una etapa para Europa, para presentarse en el Reino Unido y otros países. Se programaron diez conciertos en el Reino Unido, que comenzarían en la ciudad de Wolverhampton.
| Fecha                  | Ciudad                     | País        | Recinto     |
| ---------------------- | -------------------------- | ----------- | ----------- |
| 1 de noviembre de 2005 | Wolverhampton (Inglaterra) | Reino Unido | desconocido |

### Tercera etapa: Canadá
También se programaron presentaciones en Canadá, aunque no hay información acerca de todos los conciertos dados.
| Fecha                   | Ciudad   | Provincia | Recinto                    |
| ----------------------- | -------- | --------- | -------------------------- |
| 29 de noviembre de 2005 | Montreal | Quebec    | Continental Airlines Arena |